# 단양 상시리 동굴
한국 최초의 인골 화석이 등장, 호모 사피엔스(슬기로운 사람, 대략 20만년 전) 충청북도 단양은 석회암 지대로 동굴이 많아서 구석기인들이 살기 유리했을 거라 추정된다.